# レッドハット作戦

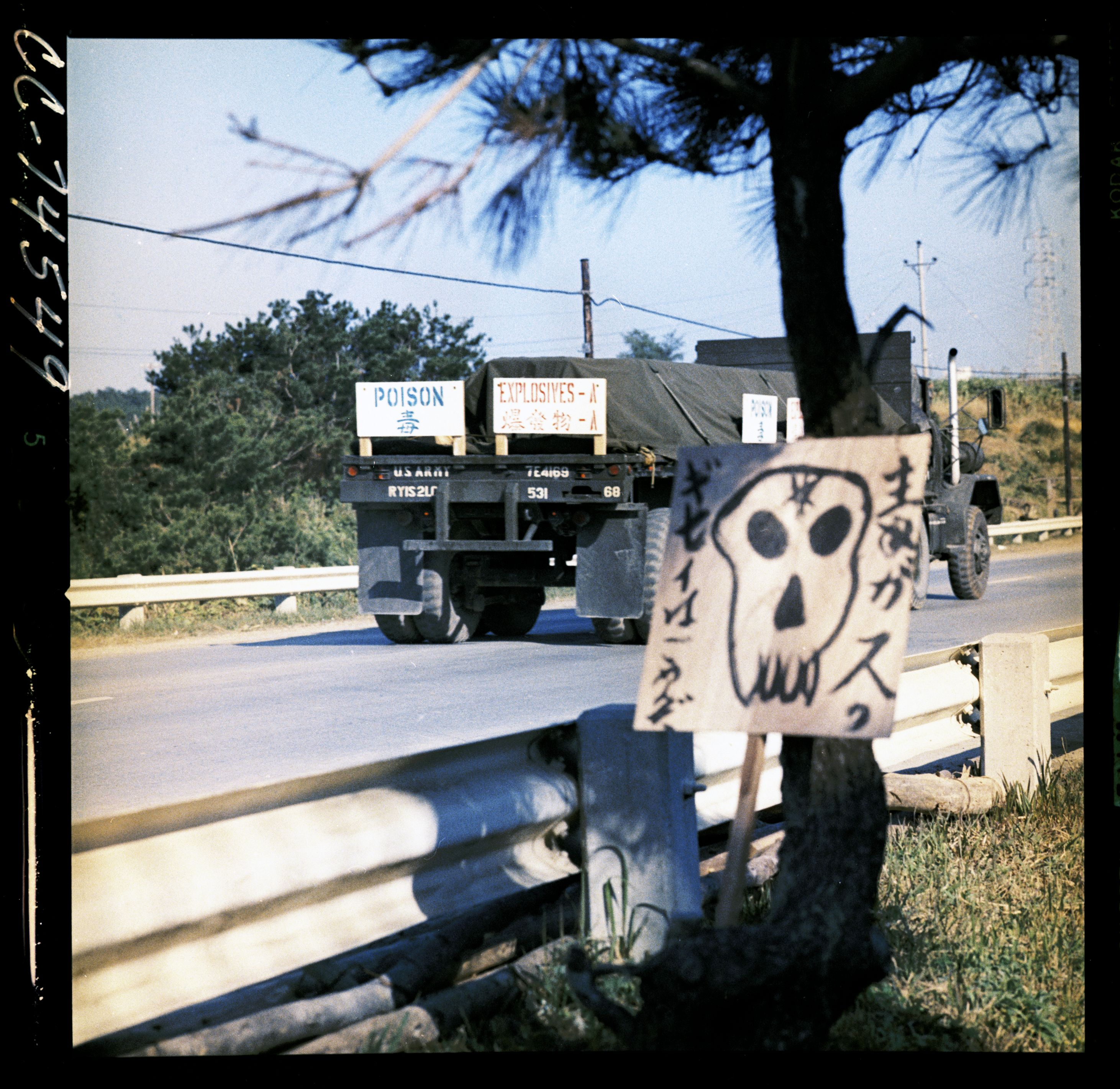
毒ガスを運ぶトレーラーと、「毒ガスのギセイはごめんだ」と書かれた看板。登川村（現・沖縄市登川）、1971年1月

レッドハット作戦 (英語: Operation Red Hat) は、沖縄本島の米軍基地知花弾薬庫に極秘裏に毒ガスが貯蔵されていることが明るみに出たのをきっかけに、これを島外に移送するため1971年に実施されたアメリカ軍の一連の作業である。
知花弾薬庫は、現在、嘉手納弾薬庫の一部となっている。

## 概説

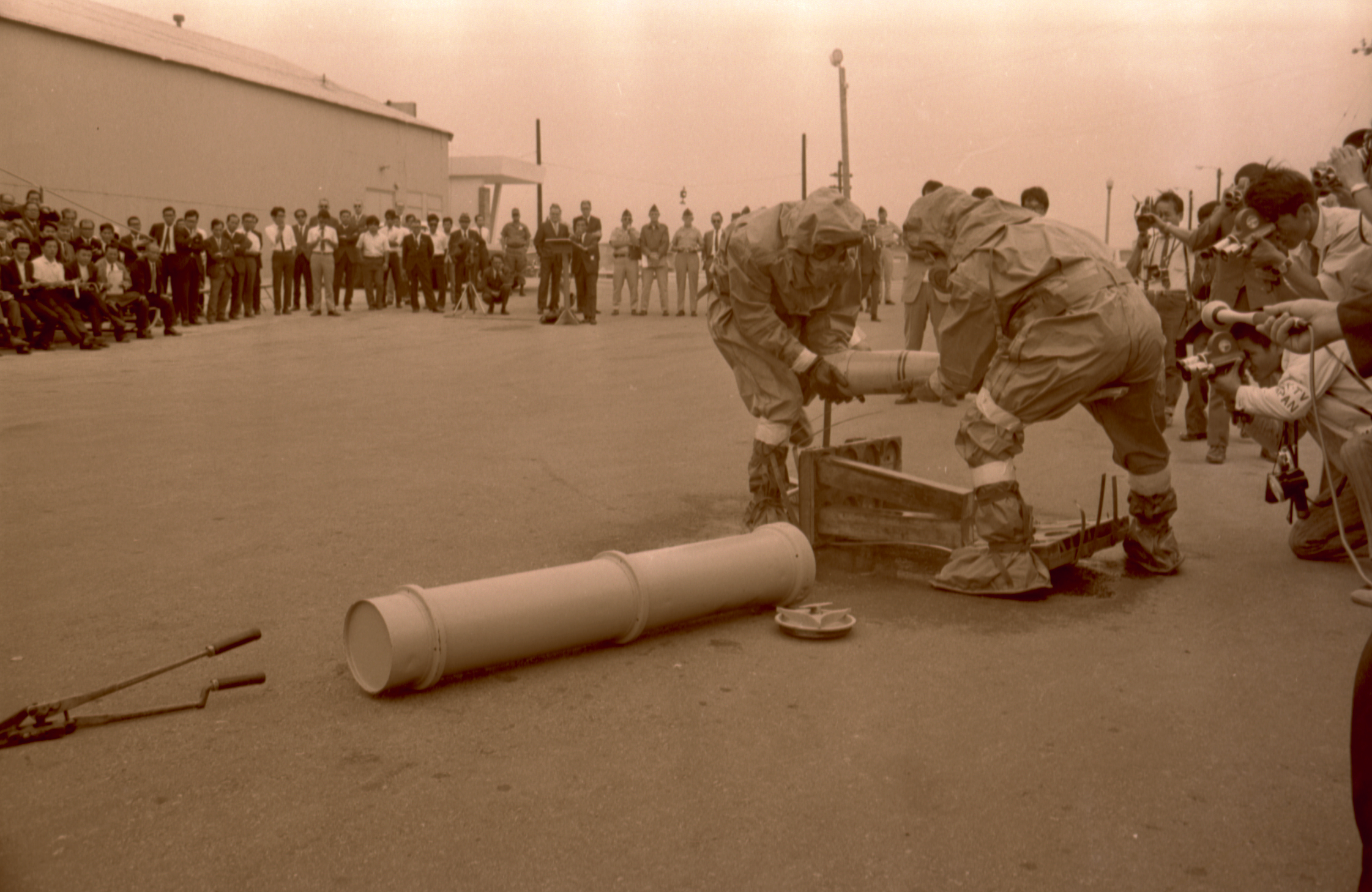
報道陣向けの輸送作業実演。牧港補給地区、1971年5月11日

1969年7月18日、沖縄県美里村の知花弾薬庫（現・沖縄市の嘉手納弾薬庫地区）内の「レッド・ハット・エリア」で致死性のVXガス放出事故が起き、アメリカ軍人ら24人が病院に収容されたことを米紙ウォール・ストリート・ジャーナルが報じた。これによって、同施設内に毒ガス兵器が存在することが明らかになり、アメリカ軍はこの事実を認めた。弾薬庫周辺では、以前から皮膚の炎症や目の痛みを訴える人がいたり植物が枯れたりしていたが、アメリカ軍に顧みられることはなかった。
貯蔵量は致死性のものを含め1万3千トン、アメリカ合衆国以外で配備されているのは沖縄だけだと伝えられて、住民は不安と恐怖に包まれ、怒りの声が広がった。各種団体の抗議声明が相次ぎ、立法院は全会一致で「毒ガス兵器の撤去要求決議」を採択、市町村議会による撤去決議もあげられていった。
1970年5月23日、沖縄県祖国復帰協議会が主催する1万人規模の「毒ガス即時撤去要求、アメリカのカンボジア侵略反対県民総決起大会」が開かれた。
結局、アメリカ軍はハワイ諸島の西方約1400kmに位置するアメリカ合衆国領ジョンストン島に毒ガスを移送することを決定。琉球政府主席の屋良朝苗は、「毒ガスは沖縄の人々に知らされずに持ち込まれた。撤去は沖縄側の責任ではない。アメリカが撤去にかかる地元の費用を一切負担しないというのは道理が通らない」と日米両政府に訴え続けた。日本政府は当初「軍事機密」を理由に関与を避けていたが、代替道路建設費など60万ドルを日本政府が負担することで決着した。

### 毒ガス移送

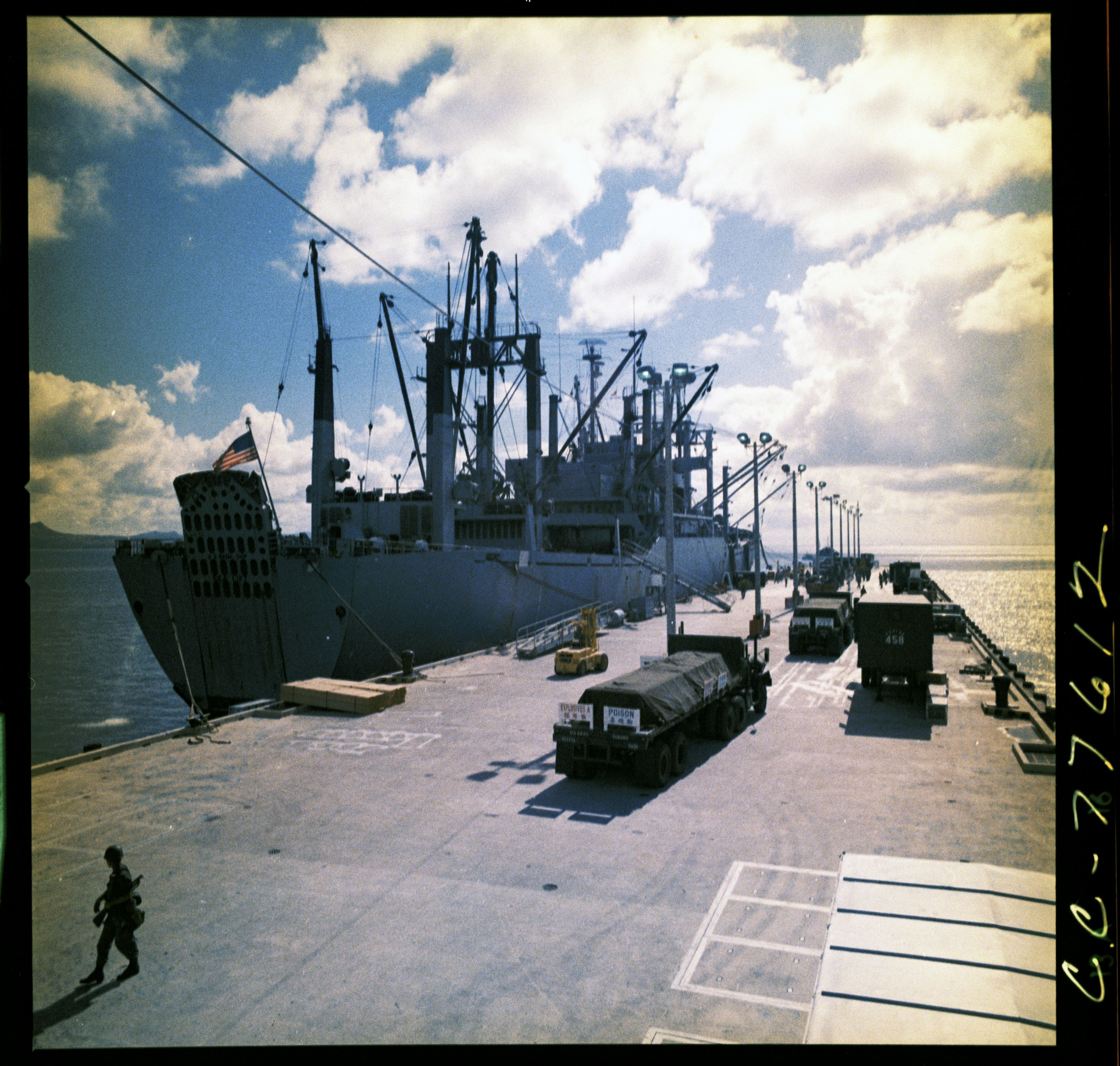
アメリカ海軍海上輸送司令部所属輸送船への神経ガス積み込み作業。天願桟橋、1971年7月

1971年、2回にわたり、知花弾薬庫から東海岸の具志川市（現うるま市）の天願桟橋まで11km-13kmの行程を、延べ1300台以上のトレーラーで移送作業が行われた。ガス漏れを検知するため、トレーラーにはウサギが乗せられていた。
1月13日、第1次毒ガス移送でマスタードガス150トンが運ばれた。このとき人口密集地を通る移送路周辺の住民約5千人が避難し、80校以上の小・中・高校（児童・生徒総数約7万5000人）が臨時休校した。
7月15日-9月9日、第2次毒ガス移送では、サリン・VXガスなど、56日間にわたり移送がおこなわれた。県は人口密集地を通過する第一次の移送経路の変更を求め苦心した。最終的に住宅地などをできるだけ避けうる経路に変更し、アメリカ軍は安全性を強調したものの、付近の住民は自主的に避難したという。
同年6月11日放映の『帰ってきたウルトラマン』第11話「毒ガス怪獣出現」は、この作戦を念頭に置いて書かれており、沖縄県出身の脚本家の金城哲夫が手掛けたテレビドラマの脚本としては最後の作品となった。9月19日には、NNNドキュメント'71『毒ガスは去ったが…』が放映され、移送作業の一部始終とともに、基地の島の将来への住民の不安を伝えた。
1972年、本土復帰に伴い、知花弾薬庫は、他の嘉手納飛行場に隣接する米軍の弾薬庫の8つの弾薬庫とともに嘉手納弾薬庫となった。一部、沖縄市に返還された地所は、那覇駐屯地白川高射教育訓練場となり自衛隊が降下部隊の基地として使用している。

### 毒ガス移送のその後
2019年10月、米国情報自由法により公開された過去の最高機密文書から、当時知花弾薬庫に貯蔵されていた化学兵器の正確な構成とその危険性が明らかになった。1970年の報告書によると、知花弾薬庫には、13種の神経性・びらん性ガス弾約２９万発。１００キロのサリンを内蔵するＭＣ１型爆弾が３千発以上、４・５キロのＶＸガスをまき散らす地雷１万３千個の化学兵器も含まれていた。「欠陥品」に分類されていた約２万９千発のロケット弾には、約８万５千キロのサリンとＶＸガスが搭載されていた。
2019年10月、毒ガス漏出で被害にあった元米兵が証言し、最重要機密だったせいで当時の検査結果は機密で知らされず、健康被害調査もされていないまま、いまも後遺症に苦しめられていること、探知機の代わりに使った何百というウサギを殺処分したことなどを語った。

## 沖縄の枯葉剤問題との関連
2009年のアメリカ合衆国退役軍人省の文書に「レッドハット作戦に関する記録では、1969年8月から1972年3月の間に、沖縄で除草剤が貯蔵され、後に処分された」と記されており、枯葉剤との関連性が指摘されていた。
2012年8月7日になって、アメリカ陸軍化学物質庁（CMA）による2003年の報告書の中に関連する記述があることが報じられた。報告書によると、ベトナムから沖縄の牧港補給地区（キャンプ・キンザー）に持ち込み貯蔵していた枯葉剤の一種「オレンジ剤」エージェント・オレンジ 55ガロン入りドラム缶25000個（総量5200キロリットル）を、ベトナム戦争最中の1972年、アメリカ空軍がジョンストン島北西にある「レッドハットエリア」に輸送していた。ジョンストン島では枯葉剤113トンがのちに土に漏れ出ており、また、1977年にオランダ船「バルカヌス」の上で、海上で焼却処分されたという。以上のことは、ベトナムからの枯葉剤輸送がレッドハット作戦の一部であったことを示唆している。

## 参考画像

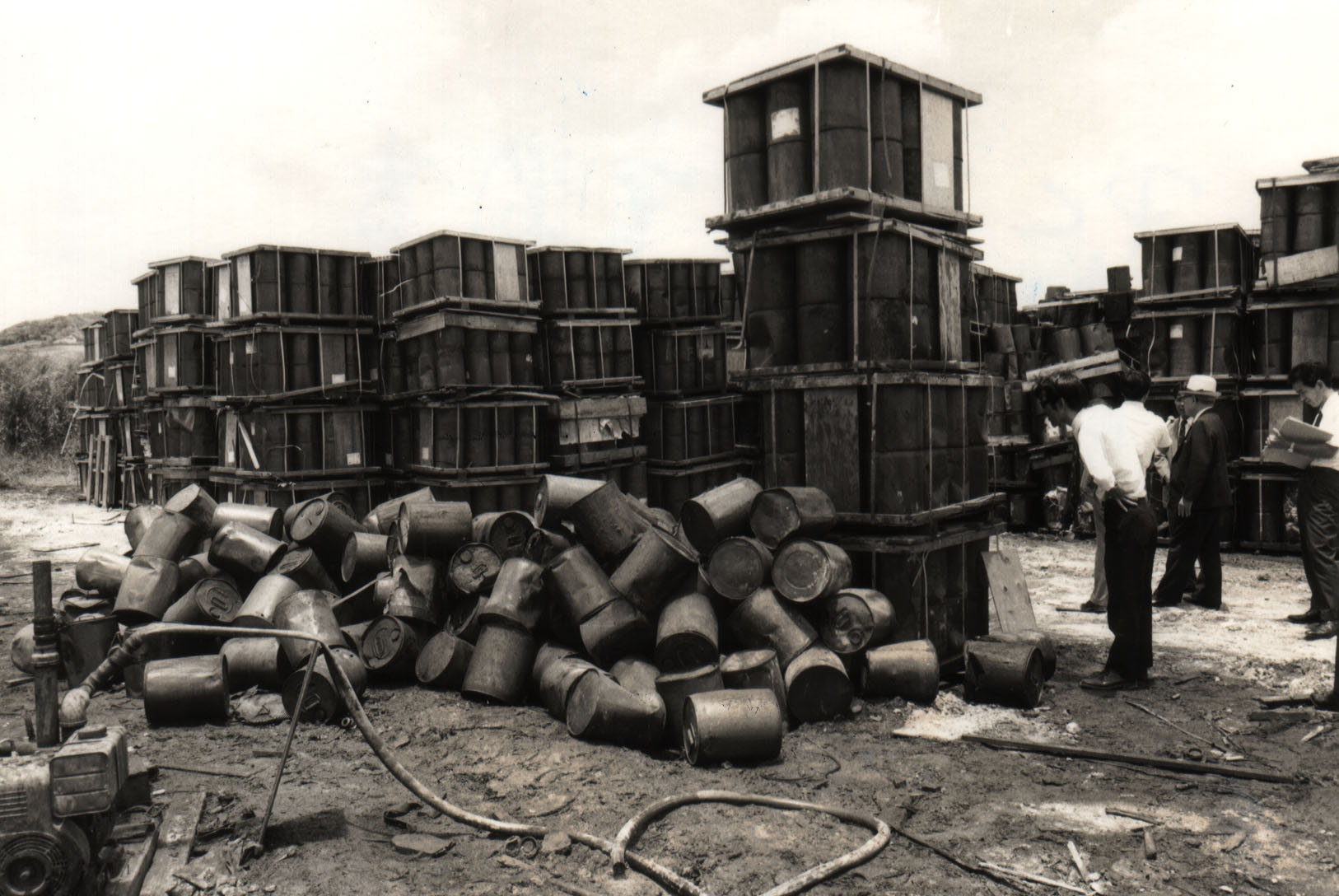
ペンタクロロフェノールの漏出、沖縄
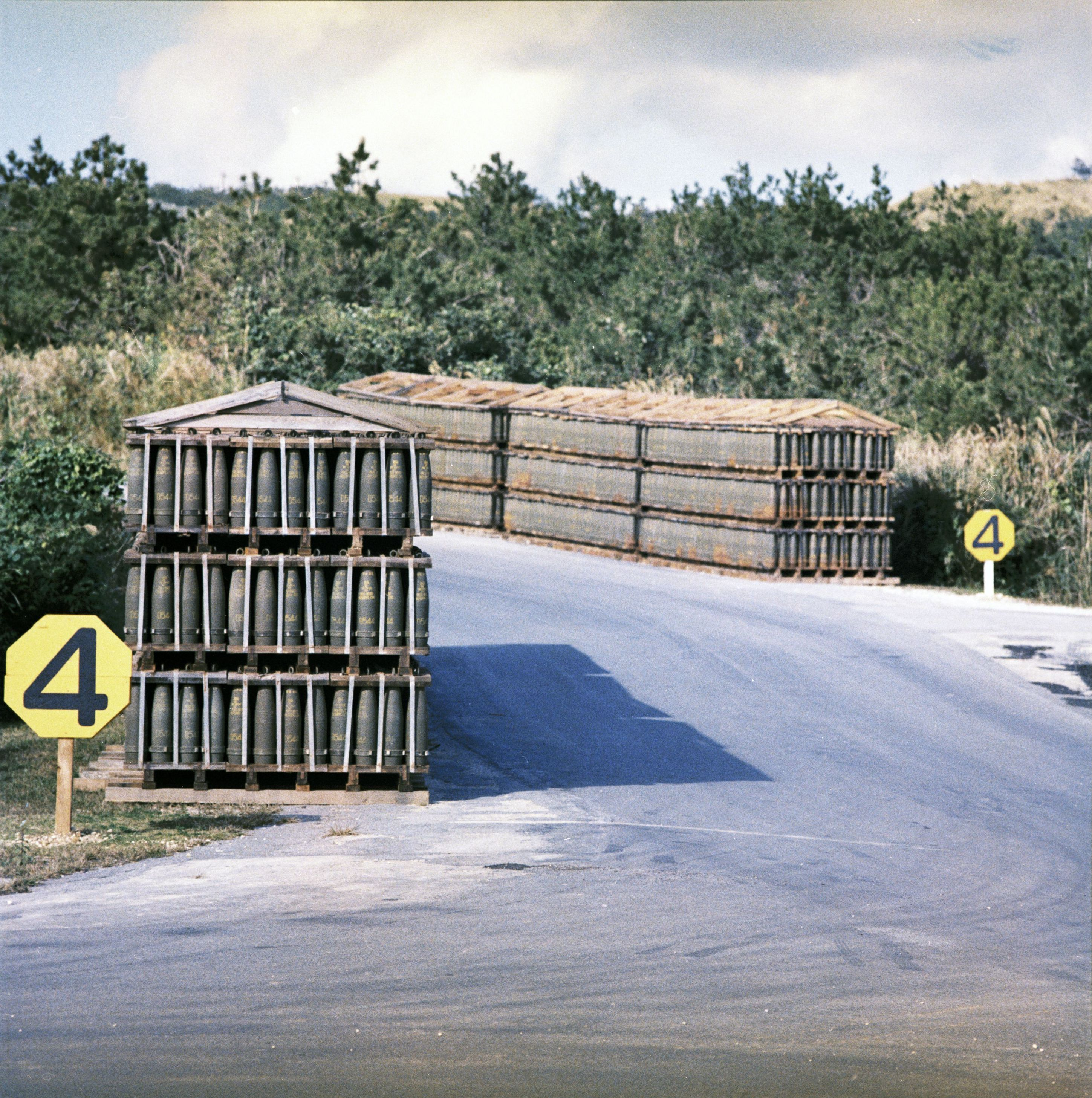
知花弾薬庫に保管される砲弾、1969年2月
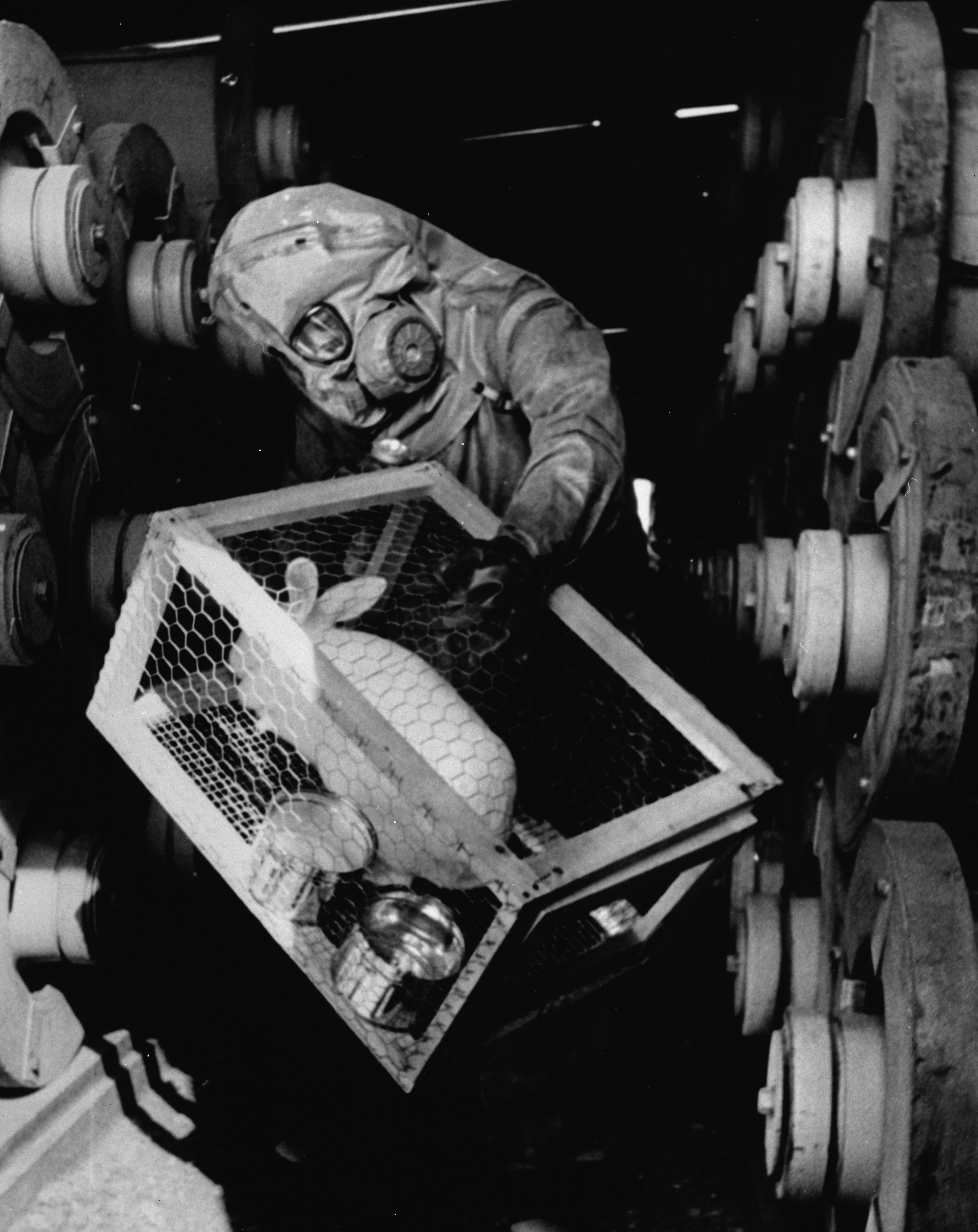
サリン検知に使われるウサギ、コロラド州・ロッキーマウンテン兵器工場、1970年
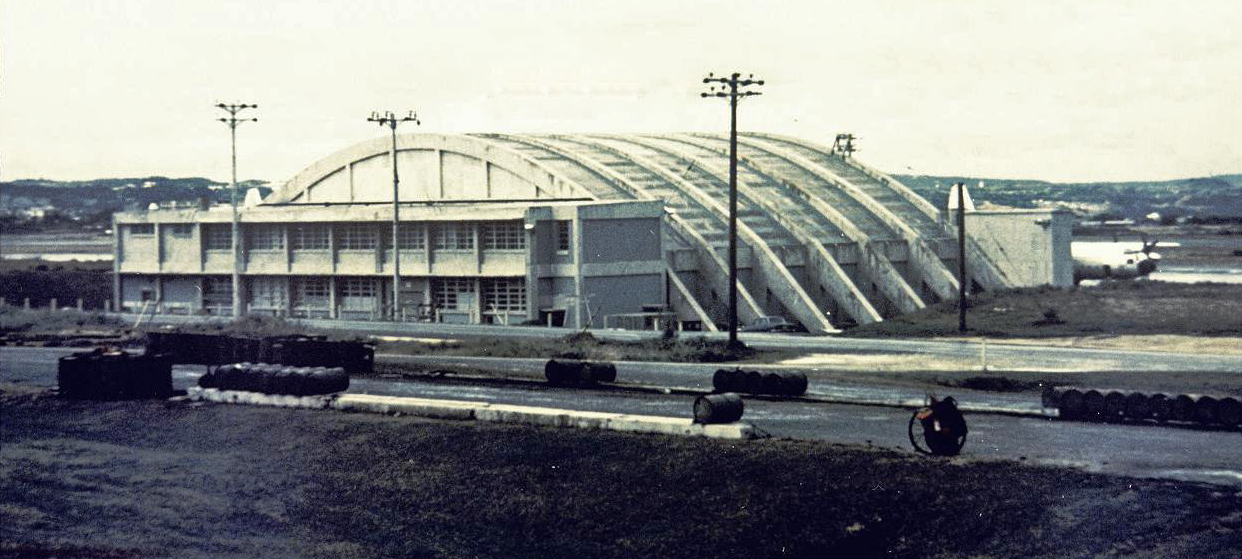
普天間基地の枯葉剤 (白)、1970年
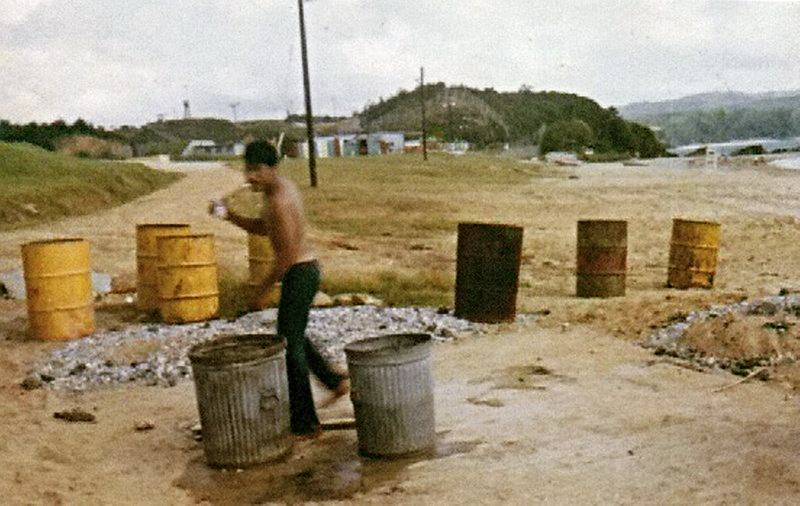
枯葉剤「オレンジ剤」を入れたドラム缶とアメリカ海兵隊員スコット・パートン（Scott Parton）、沖縄・キャンプ・シュワブ、1971年
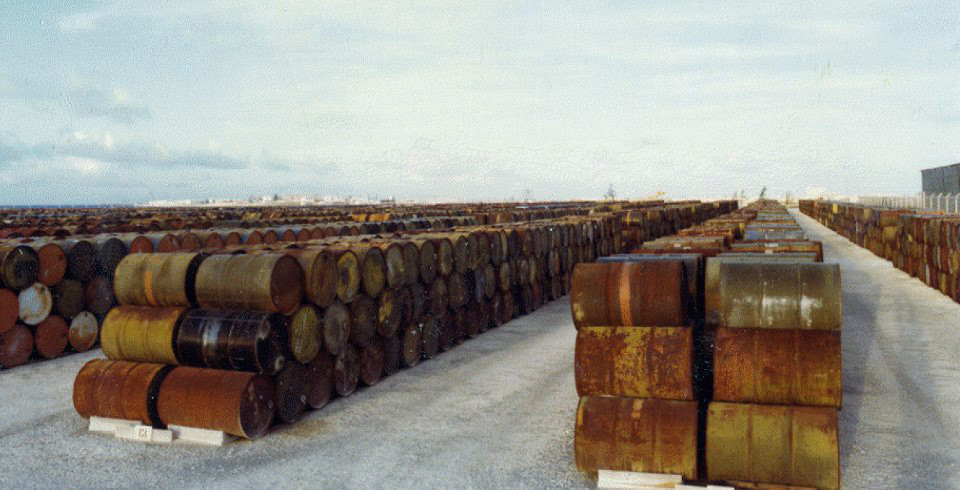
ジョンストン島に保管される枯葉剤「オレンジ剤」、1976年頃
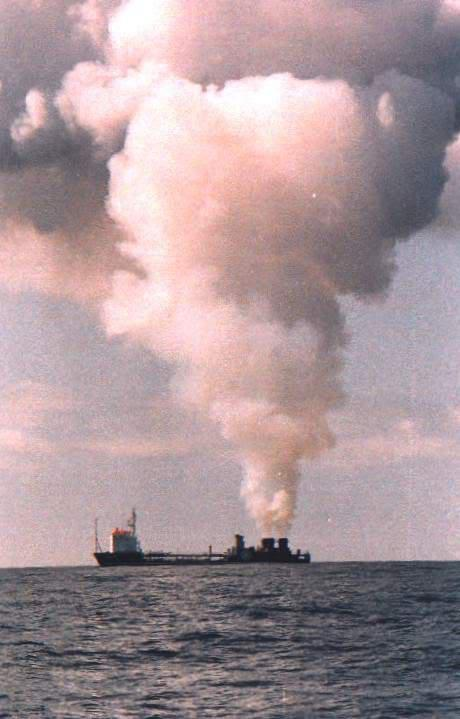
バルカヌス号船上での枯葉剤「オレンジ剤」の焼却、1977年
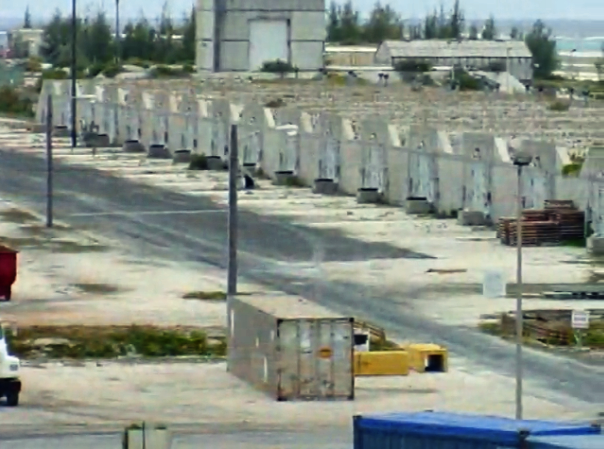
ジョンストン島内の貯蔵庫、2013年2月17日
- アメリカ陸軍第267化学部隊の指令書（PDF）、1966年3月26日付
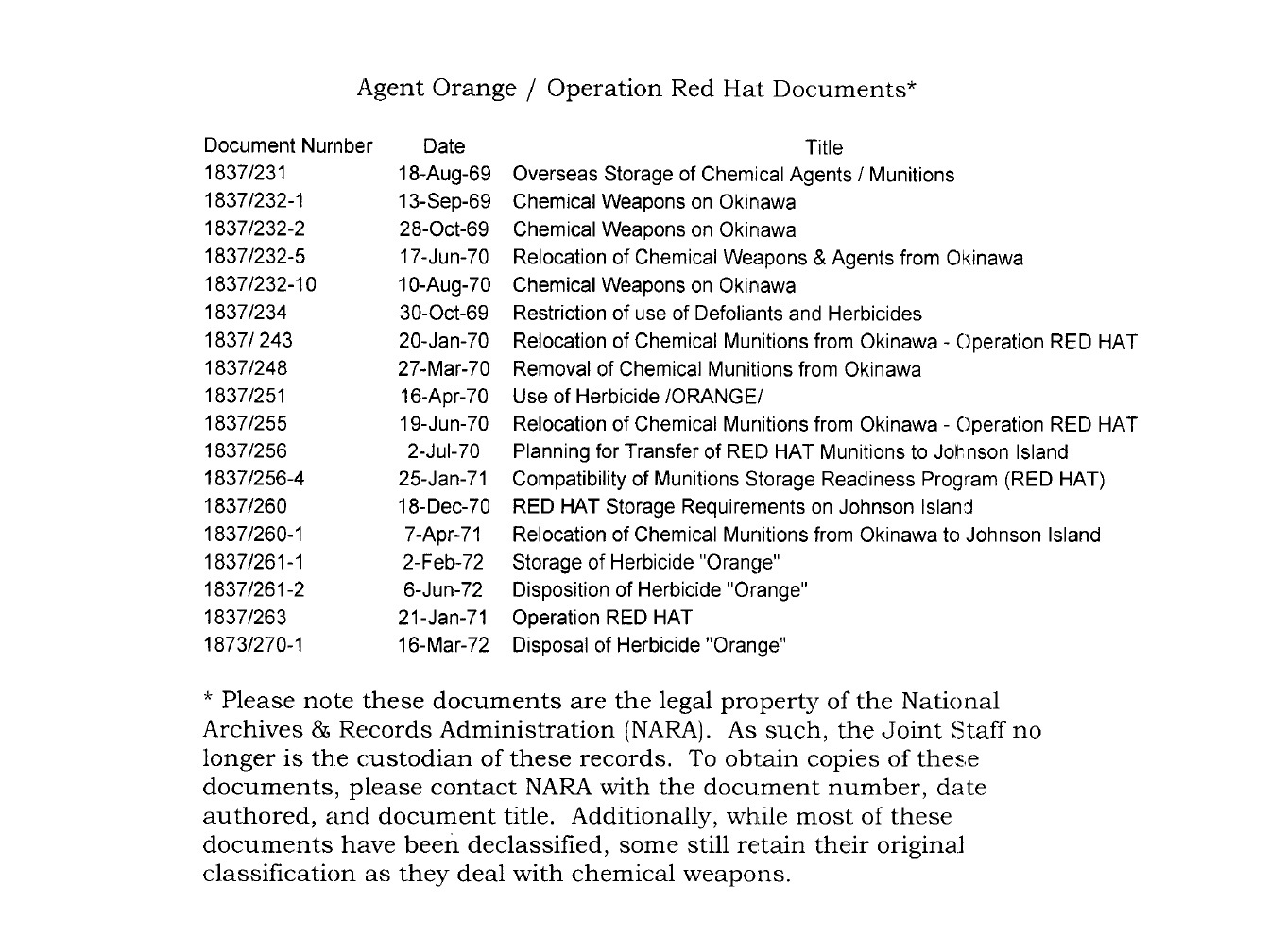
アメリカ国立公文書記録管理局が公開した、枯葉剤とレッドハット作戦に関する文書一覧、2013年2月